# Maniawa
Maniawa (ukr. Манява) – wieś na Ukrainie w Gorganach w rejonie bohorodczańskim obwodu iwanofrankiwskiego, w odległości ok. 27 km na płd.-zach. od centrum rejonu Bohorodczan i 45 km na płd.-zach. od Iwano-Frankiwska.
Powyżej wsi w leśnej dolinie położony jest Skit Maniawski. Na przeciwnym końcu wsi znajduje się 20 metrowy wodospad, woda spada kilkoma kaskadami.